# Daniel Nicolai (Jurist, 1683)
Daniel Nicolai (* 4. April 1683 in  Königsberg i. Pr.; † 1. August 1750 ebenda) war ein deutscher Jurist.

## Leben
Der Sohn des preußischen Archiv- und Jagdsekretärs Georg Nicolai und dessen Frau Elisabeth (geb. Mecklenburg) hatte anfänglich eine Ausbildung von Privatlehrern erhalten. Von Michael Hoynov und Matthäus Kunstmann angeleitet, erwarb er sich das nötige Wissen, um am 17. April 1699 an der Albertus-Universität Königsberg ein Studium beginnen zu können. Anfänglich konzentrierte er sich auf ein Studium der philosophischen Grundlagen. Hierzu besuchte er die Vorlesungen von Daniel Hoynovius und Reinhold Stürmer, aber auch die mathematischen Vorlesungen bei David Bläsing. Nachdem er sich die nötigen Grundlagen erarbeitet hatte und dies in einer Disputation Vom Selbstmord nachgewiesen hatte, konzentrierte er sich auf ein Studium der Rechtswissenschaften.
Hierzu besuchte Nicolai die Vorlesungen über die Instituten bei Johann Heinrich Hoyer, bei Johann Stein hörte er die Pandekten und Lehnrecht und wurde von Johann Amsel in die Rechtspraxis eingewiesen. Am 17. März 1706 wechselte er an die Brandenburgische Universität Frankfurt, beteiligte sich an den Feierlichkeiten anlässlich der 200-jährigen Gründungsfeier der Hochschule und ging im Mai desselben Jahres an die Friedrichs-Universität Halle. Hierher zogen ihn vor allem die damaligen rechtswissenschaftlichen Berühmtheiten Samuel Stryk und Christian Thomasius. Nachdem er bei Johannes Sperlette eine Unterkunft gefunden hatte, besuchte er neben den Vorlesungen seiner Vorbilder auch jene von Johann Samuel Stryk, Johann Peter von Ludewig und Justus Henning Böhmer.
Als er sich in einigen Disputationen bewiesen hatte und dabei eine außerordentliche Leistungsfähigkeit nachwies, wurde er am 3. Januar 1708 von Friedrich I. von Preußen zum außerordentlichen Professor der Universität Königsberg berufen. Unter Samuel Stryck absolvierte er am 28. März seine Inauguraldisputation De obligationibus filii familias, woraufhin er am 13. April des Jahres zum Doktor der Rechte promoviert wurde. Danach absolvierte er noch Reisen an die Universität Leipzig, die Universität Erfurt, die Universität Marburg, die Universität Leiden, die Universität Franeker, die Universität Groningen und andere Einrichtungen, um sich mit den dortigen Größen der Rechtswissenschaften vertraut zu machen. Zurückgekehrt nach Königsberg, hielt er am 4. Oktober 1708 seine pro Receptione Dissertation de spoliato non restituendo ab und übernahm im Februar 1709 mit der Pro loco-Dissertation de obligatione commendantis die außerordentliche Professur. 
Daneben wurde er 1714 Advokat am Hofgericht in Königsberg. Am 5. Februar 1722 wurde er zum Rat beim preußischen Oberappellationsgericht befördert, und da er ablehnte, ernannte man ihn zum königlichen Kommerzienrat und Hofhalsgerichtsassessor. 1724 fand er als Königsberger Stadtrichter und Präsident des städtischen Handelsgerichtes im kommunalen Stadtrat Aufnahme. Am 2. Juli 1726 wurde er Tribunalsrat am Oberappellationsgericht, stieg 1733 in die vierte ordentliche Professur der Rechte der Königsberger Akademie auf, wurde 1736 zweiter ordentlicher Professor der juristischen Fakultät und 1741 Bürgermeister der Stadt Königsberg. Zudem hatte er sich auch an den organisatorischen Aufgaben der Königsberger Hochschule beteiligt und war in den Sommersemestern 1737, 1741 sowie 1745 Rektor der Albertina.

## Werke
Eigenständige Werke hatte Nicolai nicht verfasst. Seine Schriften beziehen sich meist auf seine Hochschultätigkeit und Ausbildung. Neben den bereits angeführten Dissertationen sind noch folgende bekannt:
- Dissertatio moralis posterior de caede propria. (Präses: Reinhold Stürmer) Königsberg 1702
- Positiones ex Jure publico & private depromtae. Halle 1708
- De Caede propria.
- Ad Lib. VIII. Pandect. Ex Lection. Lauterbach.
- Disputatio juridica de filiofamilias testatore. Königsberg 1709
- De Privata damni incendio dati reparatione.
- Diss. De Beneficiis debitori intuitu fundi extra concursum creditorum sub hasta venditi jure Prutenico competentibus. Königsberg 1736